# Thadée Cisowski
Pour les articles homonymes, voir Cisowski.
Tadeusz Cisowski, dit Thadée Cisowski, né le 16 février 1927 à Laszki en Pologne et mort le 24 février 2005 à Mâcon en France est un footballeur international français. 
Avant-centre emblématique des années 1950, au milieu des Just Fontaine, Raymond Kopa, Roger Piantoni et Jean Vincent, Thadée Cisowski dit Ciso, ne connait pas la même réussite que ces derniers.
Marqué par les blessures qui le privent des Coupe du monde de football en 1954 et 1958, il est pourtant l'un des plus grands buteur français avec 320 buts inscrits, détient le record du joueur ayant inscrit le plus de coups du chapeau de l’histoire du championnat de France de première division (22) et est également le dernier joueur à avoir inscrit un quintuplé en équipe de France, le 11 novembre 1956, au stade olympique de Colombes, devant 46 000 spectateurs, pour un match de qualification à la Coupe du monde 1958, opposant la France à la Belgique (score final : 6-3).

## Biographie

### Origine

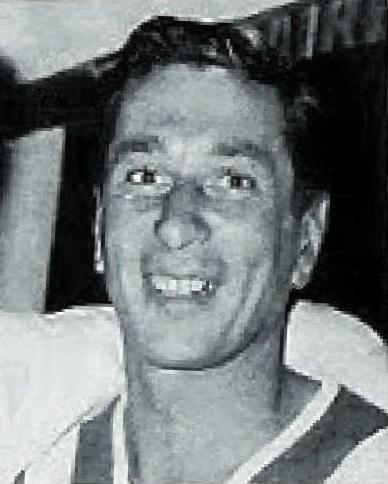
Thadée Cisowski dans les années 1950.

Thadée Cisowski est le fils d'Adalbert Cisowski, mineur, et de son épouse Antonina Dobko, qui émigrèrent en France en 1933, avec leurs cinq enfants – dont Thadée –, dans le cadre de la convention franco-polonaise signée le 3 septembre 1919, qui favorise l'arrivée de milliers de Polonais dans le Bassin minier du Nord-Pas-de-Calais.
Le jeune Thadée dit Ciso suit dès ses 14 ans, son père et ses frères au fond de la mine de la Mourière à Piennes (Meurthe et Moselle), tout en tapant dans le ballon à ses heures libres à l’ES Piennes aux côtés de Roger Piantoni, sous les ordres du technicien Jan Blaschek.

## Carrière de joueur

### FC Metz (1947-1952)
Il part ensuite dévoiler son art du but au FC Metz où il marque 45 buts en 4 saisons. 

### Racing club de France (1952-1960)
Il signe au Racing, où il s'impose comme l'un des avant-centres les plus complets de l'après-guerre en terminant meilleur buteur en 1956, 1957, 1959 et dauphin de Just Fontaine en 1960. S'il profite du style de jeu très offensif du Racing, son sens du but est remarquable tout comme sa puissance de frappe. Pour l'arrêter, les défenseurs adverses usent de tous les moyens, surtout des tacles ravageurs. Au total, ses nombreuses blessures dont deux fractures de la jambe, ont amputé Cisowski d'une bonne partie de sa carrière, ce qui ne l'empêcha pas, avec 206 buts, d'être aujourd'hui encore classé cinquième meilleur buteur de D1 de tous les temps, derrière Delio Onnis (299), Bernard Lacombe (255), Hervé Revelli (216) et Roger Courtois (210).

### Fin de carrière
En 1965 il est entraîneur-joueur du SO Cholet en DH.
Le 8 mai 1973, Thadée Cisowski fête son jubilé au Parc des Princes dans une rencontre opposant les anciens du Racing Club de France aux anciens du Stade de Reims. A cette occasion, il retrouve Kopa, Fontaine, Piantoni, Jonquet, Marche, ...

## Carrière internationale (1951-1958)
Lors de sa première sélection en 1951 contre l’Autriche, il est victime d’une double fracture tibia-péroné dès la neuvième minute de jeu. Il ne joue plus pour l'équipe de France jusqu’en octobre 1952 face à l'équipe d'Allemagne où il marque son premier but en sélection pour une victoire de 3 buts à 1.
Thadée Cisowski est écarté parce que le sélectionneur Paul Nicolas, influencé par son entraîneur Pierre Pibarot, admirateur du jeu hongrois, décide de positionner Raymond Kopa en faux avant-centre replié, comme le joueur hongrois Nándor Hidegkuti.
En 1954, Cisowski qui joue en Deuxième division et marque 34 buts en 34 matches, ne figure pas dans la liste des 22 retenus pour jouer la Coupe du monde 1954. Les sélectionneurs préfèrent rappeler André Strappe et faire confiance au duo du Stade de Reims, Raymond Kopa et Léon Glovacki. L'équipe de France est éliminée en phase de poule.

## Style de jeu
Thadée Cisowski était un joueur difficile à marquer, car il se repliait assez loin, perçait balle au pied, ou bien se positionnait près des six mètres lorsqu’une attaque se construisait sans lui, et récupérait les centres, ou les ballons relâchés par les gardiens. Thadée Cisowski était un joueur qui ne craignait pas les chocs, ce qui lui a valu trois fractures de la jambe, deux de la gauche, une de la droite.

## Statistiques
- 1947-1952 :  FC Metz (116 matchs et 45 buts en championnat)
- 1952-1960 :  RC Paris (207 matchs et 152 buts en championnat)
- 1960-1961 :  Valenciennes FC (28 matchs et 9 buts en championnat)
- 1961-1962 :  FC Nantes (19 matchs et 0 but en championnat)
- Homécourt  (amateur)[8]

## Palmarès
Il est vice-champion de France en 1951 avec le FC Metz.
Il remporte le Tournoi international de Paris en 1958 et 1959 avec le RC Paris.

## Distinctions individuelles et records
- Meilleur buteur du Championnat de France de D1 : 1956 (31 buts), 1957 (33 buts) et 1959 (30 buts), avec le RC Paris
- Meilleur buteur du Championnat de France de D2 : 1951 (23 buts), avec le FC Metz)
- Meilleur buteur de l'histoire du RC Paris (152 buts)
- 7e meilleur buteur français de l'histoire toutes compétitions confondues (320 buts)[6],[10]
- 2e joueur de l'histoire à inscrire un quintuplé en équipe de France (après celui d'Eugène Maës en 1913)
- Record du nombre de coups du chapeau de l’histoire du championnat de France de première division (22)
- 22e meilleur joueur de l'histoire du  championnat de France décerné par le magazine So Foot en 2022[11]

## Vie personnelle
Thadée Cisowski se marie avec Simone Pisoni (1931-2006) dont il divorcera et avec laquelle, il aura 3 enfants, 2 filles, Nadine et Laurence, ainsi qu'un fils Bernard. 